# Clara Petacci
Clara Petacci, detta Claretta (Roma, 28 febbraio 1912 – Giulino, 28 aprile 1945), è stata l'amante di Benito Mussolini, da lei amato fin dall'infanzia, con il quale condivise la sorte quando venne fucilata dai partigiani il 28 aprile 1945.
Era sorella maggiore dell'attrice Maria Petacci e sorella minore del chirurgo Marcello Petacci.

## Biografia

Claretta Petacci con il padre Francesco Saverio

Era figlia di Giuseppina Persichetti (1888-1962) e del medico Francesco Saverio Petacci (1883-1970), direttore per alcuni anni di una clinica a Roma e introdotto negli ambienti vaticani in qualità di medico dei Sacri Palazzi apostolici. Per un periodo di vari anni ebbe anche una sua clinica personale, "La Clinica del Sole". Clara studiò musica con rendimenti alterni e fu allieva del violinista Corrado Archibugi, amico dei suoi genitori .
Il 24 aprile 1932 la Lancia Astura vaticana con a bordo, oltre all'autista Saverio Coppola, Claretta Petacci, la sorella Myriam, la loro madre e il futuro marito di Claretta, Riccardo Federici, lungo la via del Mare che da Roma va al Lido di Ostia, venne sorpassata dalla rossa Alfa 6C 1750 Gran Turismo Zagato guidata da Benito Mussolini. La Petacci, che già da tempo inviava al Duce numerose lettere di ammirazione, lo riconobbe e trovò il modo di attirare la sua attenzione; lui accettò poi di scambiare qualche parola con lei. Da allora sempre più frequenti furono le "udienze" a Palazzo Venezia che, dopo una serie di colloqui confidenziali, acquisirono il carattere di una vera e propria relazione. Clara aveva 29 anni in meno del suo amante.

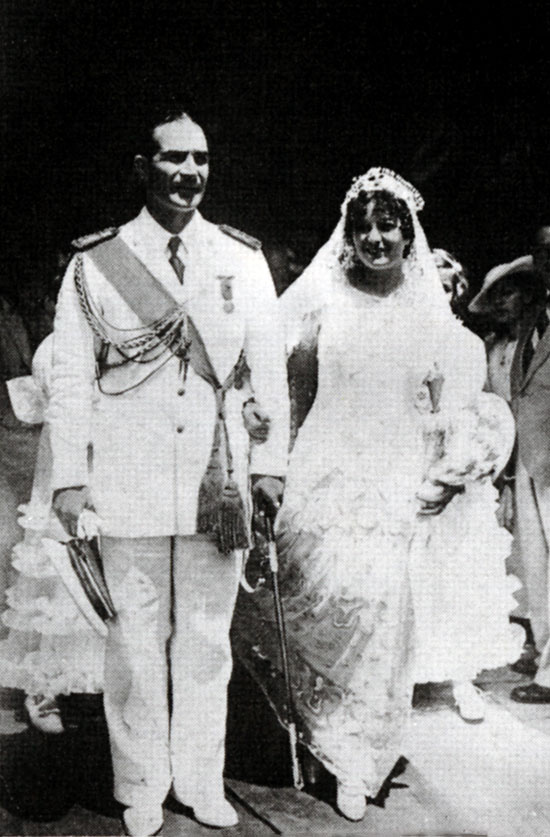
Matrimonio della Petacci con Riccardo Federici, 1934

La Petacci, che nel frattempo aveva comunque sposato il sottotenente della Regia Aeronautica Riccardo Federici (1904-1972), si allontanò dal marito precocemente per poi separarsi nel 1936.
Mussolini era sposato dal 1915 con rito civile e dal 1925 con rito religioso con Rachele Guidi, che aveva conosciuto già durante l'infanzia e alla quale era legato sin da prima del 1910. Gli erano inoltre state attribuite numerose amanti, tra le quali Ida Dalser (secondo alcune fonti d'archivio sposata con rito religioso nel 1914), che gli dette il figlio Benito Albino; ed era ancora implicato in una lunga, ma ormai estenuata relazione con Margherita Sarfatti.
Mussolini prese a frequentare la Petacci con regolarità, ricevendone le visite puntuali anche nel suo studio di Capo del governo a Palazzo Venezia. Clara rimase per molti anni fedele «all'amato "Ben"», come chiamava Mussolini nei suoi diari.
Diversi gerarchi del fascismo, d'altra parte, reputavano la relazione tra il Duce e la Petacci – per quanto ufficialmente inesistente e tollerata da donna Rachele – molto inappropriata, perché possibile fonte di scandalo e di accuse di corruzione al regime, suscitando altresì facezie ed amenità tra quanti ne erano informati .
Clara era appassionata di pittura. Ebbe il ruolo di compagna segreta di Mussolini, di cui condivise i momenti più bui e il destino finale, pare senza mai avanzare la pretesa che lasciasse per lei la moglie Rachele.

### L'ascesa sociale della famiglia Petacci

Claretta Petacci a Riccione

La vicinanza di Clara a Mussolini finì per innalzare il rango della sua famiglia, alimentando pettegolezzi relativi a favoritismi e corruzioni, dei quali veniva prevalentemente ritenuto responsabile (anche da ambienti legati alla gerarchia fascista) il fratello Marcello (Roma, 1º maggio 1910 – Dongo, 28 aprile 1945).
Verso la fine del 1939 i Petacci si trasferirono dalla residenza medioborghese di via Lazzaro Spallanzani (confinante con villa Torlonia) nella splendida "villa Camilluccia" (sita sulle pendici di Monte Mario, allora ai margini della città), progettata dagli architetti Vincenzo Monaco e Amedeo Luccichenti: rappresentava un esempio di arte fascista, definita  razionalismo italiano.
La grande casa era divisa in 32 locali, distribuiti su due piani sovrastati da una terrazza. Nel sottosuolo, come nella residenza del Duce di Villa Torlonia, era ricavato un rifugio antiaereo, mentre nell'ampio parco erano presenti anche una piscina, un campo da tennis, un giardino fiorito, curato da Clara, un orto e un pollaio, curati dalla madre. L'accesso al complesso era sorvegliato da una guardiola per il portiere e una per la guardia presidenziale assegnata alla proprietà.
Nell'ala destra del piano terreno (probabilmente per ragioni di sicurezza, dovute alla necessaria vicinanza con il rifugio) era posizionata l'alcova di Claretta e Benito. Composta da una camera da letto con pareti e soffitto ricoperte da specchi e arredata con mobili rosa, era servita da una stanza da bagno rivestita in marmo nero e dotata di grande vasca mosaicata, posta a filo del pavimento, che voleva imitare le vasche termali romane.
All'indirizzo della residenza Petacci (via della Camilluccia, 355/357) erano inviate numerose lettere che richiedevano i buoni uffici di Clara per petizioni rivolte a Mussolini.
Dopo la caduta del fascismo, la villa fu confiscata con l'accusa che fosse stata acquistata da Mussolini con fondi sottratti al bilancio dello Stato. La famiglia riuscì a opporsi contro tale provvedimento e successivamente ottenne la restituzione della villa, dimostrando la falsità dell'accusa. Poi la villa fu venduta e finì in stato di abbandono, fino a essere demolita per far posto a un complesso di edifici che oggi ospitano le ambasciate dell'Iraq presso l'Italia e la Città del Vaticano.

### La morte

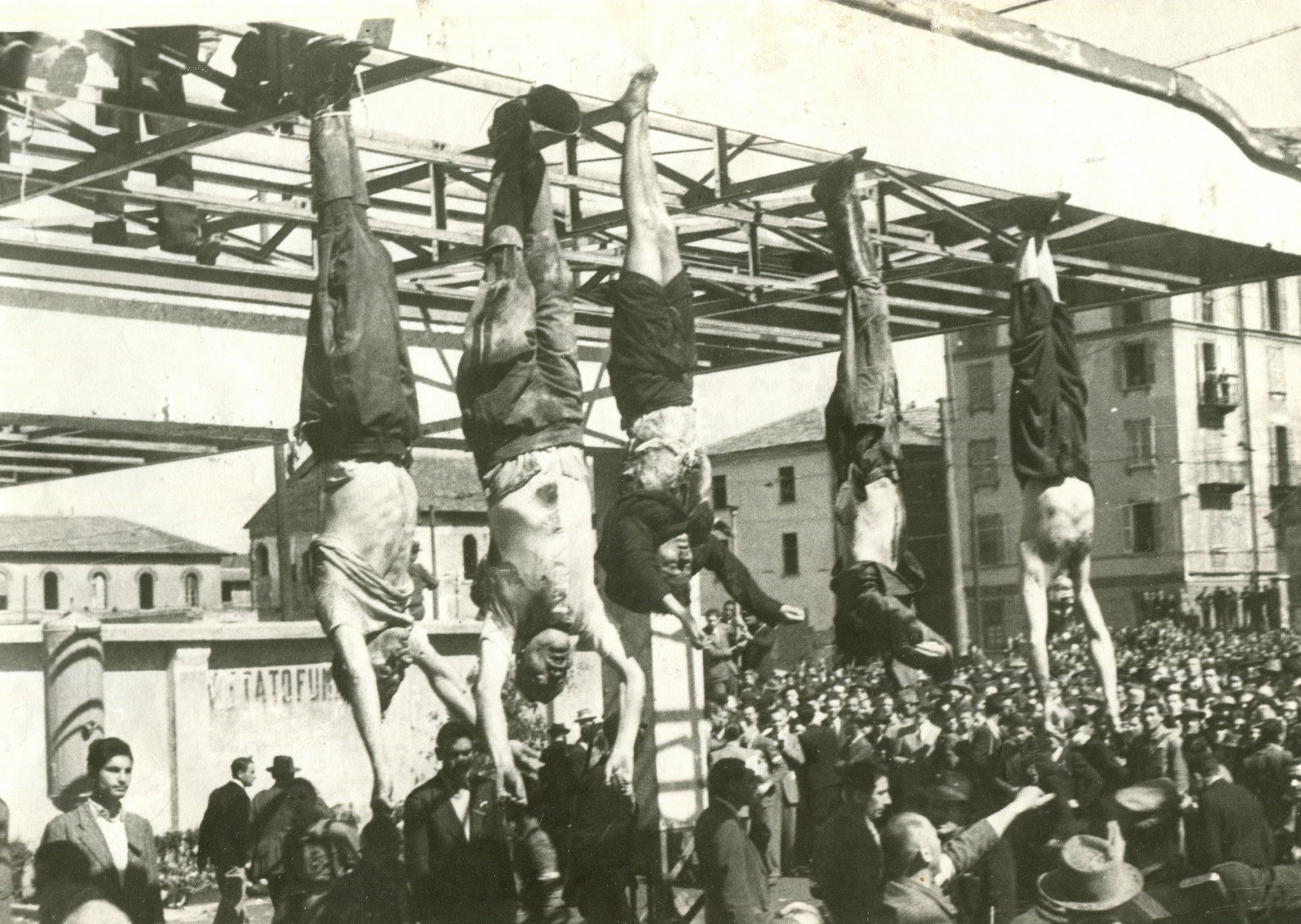
I corpi di Mussolini (secondo da sinistra) e della Petacci (riconoscibile dalla gonna) esposti a piazzale Loreto. Il primo cadavere a sinistra è Nicola Bombacci. Gli ultimi due a destra sono Alessandro Pavolini e Achille Starace

Clara Petacci fu arrestata il 25 luglio 1943, alla caduta del regime fascista, per essere poi liberata l'8 settembre, quando venne annunciata la firma dell'armistizio di Cassibile. Tutta la famiglia abbandonò Roma e si trasferì nel Nord Italia, controllato ancora dalle forze tedesche, dove poi si instaurò la Repubblica Sociale Italiana. Clara si trasferì in una villa a Gardone, non lontano dalla residenza di Mussolini e dalla sede del governo repubblicano a Salò, costantemente sorvegliata dal tenente delle SS Franz Spögler.
In questo periodo ebbe un fitto rapporto epistolare con Mussolini e, nonostante il parere contrario del Duce, conservò tutte le missive; in una di queste chiese che, al processo di Verona, Galeazzo Ciano fosse condannato a morte in quanto "traditore, vile, sudicio, interessato e falso", esprimendo quindi una posizione durissima (valevole anche per Edda Mussolini, "sua degna compare") che venne definita dallo storico Emilio Gentile di "rigore nazista".
Trasferitisi a Milano a seguito dell'abbandono della riviera gardesana da parte del Duce poco dopo la metà di aprile del 1945, il 23 aprile i Petacci – salvo Clara e il fratello Marcello, che rimasero nel capoluogo lombardo – si misero in salvo in aereo, giungendo a Barcellona dopo un avventuroso volo durato quattro ore. Il 25 aprile, sia Clara sia Marcello si allontanarono da Milano assieme alla lunga colonna di gerarchi fascisti in fuga verso Como, Marcello tentando di riparare in Svizzera con false credenziali da diplomatico spagnolo. Il 27 aprile 1945, durante l'estremo tentativo di Mussolini di sottrarsi alla cattura, Clara fu bloccata a Dongo da una formazione della 52ª Brigata Garibaldi partigiana, che intercettò la colonna di automezzi tedeschi con i quali viaggiava Mussolini. Taluni affermano che le sia stata offerta una via di scampo, da lei ricusata decisamente: avrebbe potuto fuggire in Spagna con i suoi familiari in aereo.
Il giorno seguente, 28 aprile, dopo il trasferimento a Bonzanigo di Mezzegra, sul lago di Como, Mussolini e la Petacci, che aveva 33 anni, furono fucilati dai partigiani a Giulino di Mezzegra, in corrispondenza del muretto del cancello di Villa Belmonte, su ordine del CLNAI, da un commando di partigiani guidato da Walter Audisio e di cui facevano parte Michele Moretti e Aldo Lampredi. Una ricostruzione vuole che Petacci sia stata uccisa involontariamente dai partigiani, in quanto si sarebbe interposta tra il plotone di esecuzione e Mussolini, cercando invano di proteggere quest'ultimo dai proiettili.
Nella stessa giornata anche il fratello di Clara, Marcello Petacci, fu ucciso a Dongo dai partigiani, insieme ad altre quindici persone complici della fuga di Mussolini.
Il giorno successivo, il 29 aprile, attorno alle ore 14 in piazzale Loreto, a Milano, i corpi di Benito Mussolini e Claretta Petacci (assieme a quelli delle persone fucilate a Dongo il giorno prima e a quello di Achille Starace, casualmente catturato a Milano e poi giustiziato direttamente in piazzale Loreto), vennero appesi per i piedi alla pensilina del distributore della Esso per sottrarli da ulteriori oltraggi che la folla stava riservando ai cadaveri dei gerarchi fascisti, compreso il suo. Il luogo in cui vennero portati fu scelto per vendicare simbolicamente la strage di quindici partigiani e antifascisti, messi a morte per rappresaglia in quello stesso luogo il 10 agosto 1944.

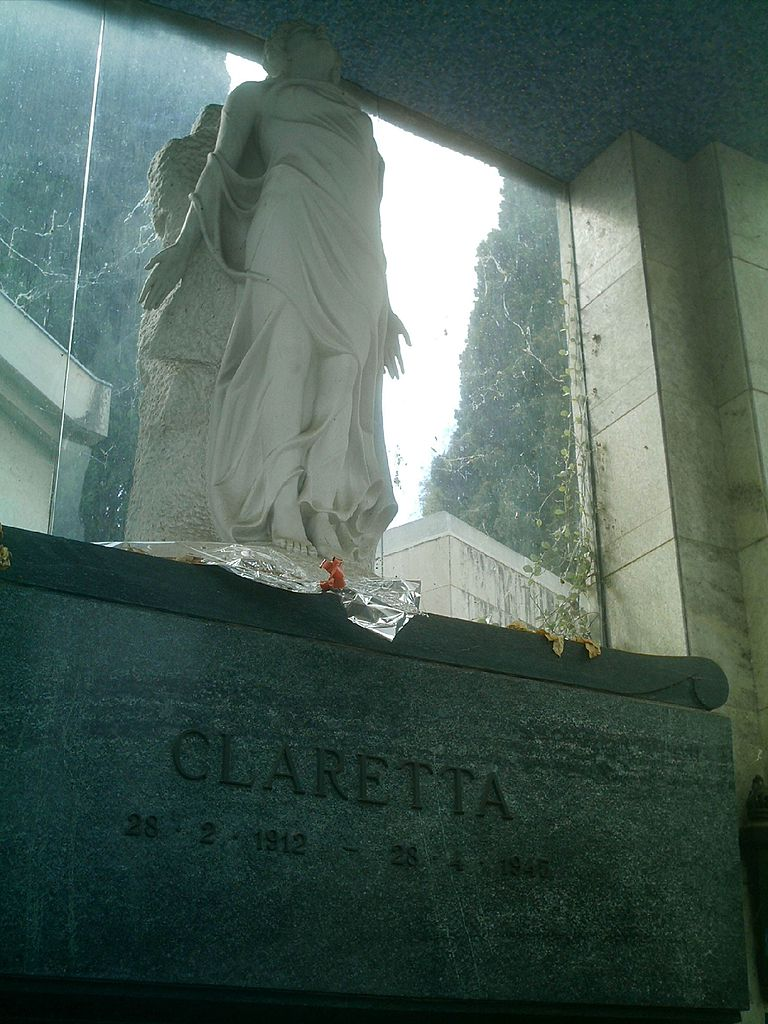
La tomba di Claretta Petacci al cimitero del Verano di Roma

Non appena il cadavere della Petacci fu appeso alla pensilina, don Pollarolo, cappellano dei partigiani, dietro pressione di Anna Mastrolonardo e altre donne presenti tra la folla, chiese alla sarta Rosa Fascì una spilla da balia per fissare la gonna indossata dal corpo di Clara. Tale soluzione si rivelò però inefficace e così intervennero i pompieri, sopraggiunti con gli idranti a sedare l'ira della folla, a provvedere a mantenere ferma la gonna con una corda.
Attorno alle ore 15 i corpi giunsero all'Obitorio Civico di via Giuseppe Ponzio.
Al calar della notte del giorno dopo, il 30 aprile, per ordine del Comitato di Liberazione Nazionale (CLN), la salma di Claretta Petacci venne sepolta (così come Mussolini e altri) in una fossa del Campo 16 del Cimitero maggiore di Milano, lasciata anonima per evitare ulteriori oltraggi; dopo 2 giorni, di notte, per creare ulteriore difficoltà alla sua individuazione, sempre per ordine del CLN, la salma di Claretta venne esumata e traslata in una fossa del Campo 10, il campo perpetuo destinato ai caduti della RSI, sotto il nome fittizio di "Rita Colfosco". Qui rimase fino a marzo 1956, quando, con autorizzazione del ministro dell'interno Fernando Tambroni, la salma di Claretta Petacci venne esumata, trasportata a Roma e tumulata nella tomba di famiglia al cimitero comunale monumentale Campo Verano il giorno 16.
In seguito alla morte dei discendenti diretti tra gli anni 1960 e 1970 e il trasferimento dei rimanenti negli Stati Uniti, la tomba, nel 2015, fu dichiarata "manufatto in stato di abbandono" dall'amministrazione cimiteriale. Un'associazione ha proposto il recupero del manufatto, mentre l'ex sindaco di Sant'Abbondio Alberto Botta ha proposto di traslare la salma a Mezzegra, luogo della morte della donna. Successivamente, la tomba è stata restaurata nell'autunno del 2017, dopo una raccolta fondi da parte dell'associazione "Campo della Memoria".

## La corrispondenza epistolare
Solo in parte è stato pubblicato il carteggio che, per oltre un quindicennio, si scambiarono Mussolini e Petacci: esso è conservato presso l'Archivio di Stato di Roma ed è stato oggetto di un contenzioso giurisdizionale.

## Il personaggio nell'arte

Claretta Petacci intenta nella lettura del libro Storia di un anno, di Benito Mussolini

### Cinema e televisione
- Mussolini ultimo atto, film del 1974
- Caesar and Claretta, film televisivo del 1975
- Claretta, film del 1984
- Io e il duce, miniserie televisiva del 1985
- Mussolini: The Untold Story, miniserie del 1985
- Ten Days to Victory, film televisivo del 2005
- La lunga notte: la caduta del Duce, miniserie del 2024

### Nel teatro
- Il Picnic di Claretta di René Kalisky (1973), trasmesso da France Culture.
- Seguo il mio destino di Bruno Spadaccini (2007 - 2008).
- Quel venticinque luglio a Villa Torlonia di Pier Francesco Pingitore (2010)
- Operazione Quercia - Mussolini a Campo Imperatore di Pier Francesco Pingitore (2013)
- Scacco al Duce - L'ultima notte di Ben e Claretta di Pier Francesco Pingitore (2015)

### Nella musica
- Scott Walker musicista statunitense all'interno del suo album The Drift del 2006 ha pubblicato la canzone Clara (Benito's Dream) che narra dell'amore fra Claretta Petacci e il Duce.

### Letteratura
- Ezra Pound, Canto LXXIV, dai Cantos, sezioni Canti pisani
- Mercutio, Splendori e Miserie delle sorelle Petacci, Pozzuoli, 1944

## Opere
- Il mio diario, Cernusco sul Naviglio, Editori Associati, 1946.
- Mussolini segreto. Diari 1932-1938, a cura di Mauro Suttora, Milano, Rizzoli, 2009, ISBN 978-88-17-03737-2.
- Verso il disastro. Mussolini in guerra. Diari 1939-1940, a cura di Mimmo Franzinelli, Milano, Rizzoli, 2011, ISBN 978-88-17-04742-5.